# ミゲル・アレマン
ミゲル・アレマン・バルデス（スペイン語: Miguel Alemán Valdés, 1900年9月29日 - 1983年5月14日）は、メキシコの政治家。1946年12月1日から1952年11月30日まで、第46代メキシコ合衆国大統領を務めた。
ベラクルス州サユラで生まれ、革命時の将軍だった彼の父の方針により故郷の学校では学ばなかったものの、別の場所で教育を受けた。メキシコ国立自治大学で1920年から1925年まで学んだのち国立法科大学に学び、1928年には労働者の職業性疾病と事故に関する論文で法学位を取得し、弁護士となった。彼は弁護士として最初の裁判で珪肺症を患う労働者の弁護を行い、以後労働者の弁護をおこなっていった。彼はこの過程で、企業に対し二つの重要な勝利を成し遂げた。ひとつはメキシコ革命によって殺された鉄道労働者への扶養のための補償であり、もうひとつは職場で負傷した労働者に補償を与えるよう認めさせたことだった。これにより、アレマンは労働組合の支持を得るようになっていった。
彼はメキシコの政権政党である制度的革命党に入党し、1934年から1936年までベラクルス州選出の上院議員をつとめ、1936年にベラクルス州知事のマンリオ・ファビオ・アルタミラノが暗殺されると、後任のベラクルス州知事に任命され1936年から1939年までその職にあった。1940年から1945年まで、アレマンはマヌエル・アビラ・カマチョ大統領の下で内務長官を務めた後、制度的革命党の公認を得て1946年の大統領選挙へと立候補した。これに対し野党の国民行動党は元外相のエゼキエル・パディージャを擁立したものの、7月7日の選挙にて圧勝し、12月1日にメキシコの第46代大統領に就任した,。アレマンは、制度的革命党初の文民出身の大統領となった。
大統領に就任すると、アレマンはメキシコの産業化につとめ、国道や鉄道網の拡充を行い、学校を建設した。このためにアレマンは1947年にアメリカから融資を受け、アレマンはアメリカを訪問した初の現職メキシコ大統領となり、以後メキシコはアメリカとの協調関係を維持していくこととなった。彼はまた米、砂糖、バナナ、コーヒー、オート麦、そしてパイナップルの国内生産を大幅に拡大し、農業を振興し灌漑計画を実行した。1947年にはオアハカ州にて洪水の制御と水力発電を目的とした巨大なミゲル・アレマン・ダムを着工させ、1955年に完成した。1951年にはレルマ川の水を首都メキシコシティに導水し、メキシコシティの水問題を解決した。一方で任期中に口蹄疫が蔓延したため、数千頭の牛を殺処分せざるを得なくなった。アレマンは女性に地方選挙での参政権を与え、また1952年にはバハカリフォルニア州を州に昇格させた。アレマンは観光業にも力を入れ、彼の時代にアカプルコがメキシコのみならず世界中に知られる観光地となった。一方でこういった開発優先の政治は政治腐敗と癒着を生み、以後のメキシコ政治に大きな影響を及ぼした。

## ギャラリー

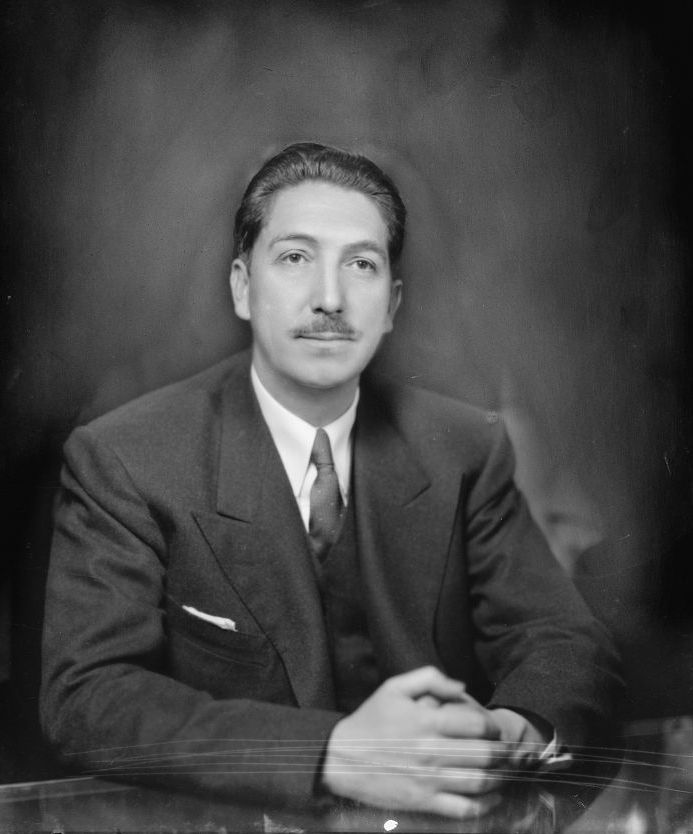
ミゲル・アレマン
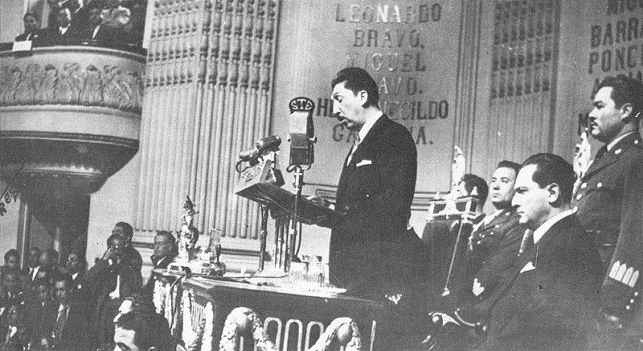
メキシコ議会でのアレマン